# لاگوآ دردا

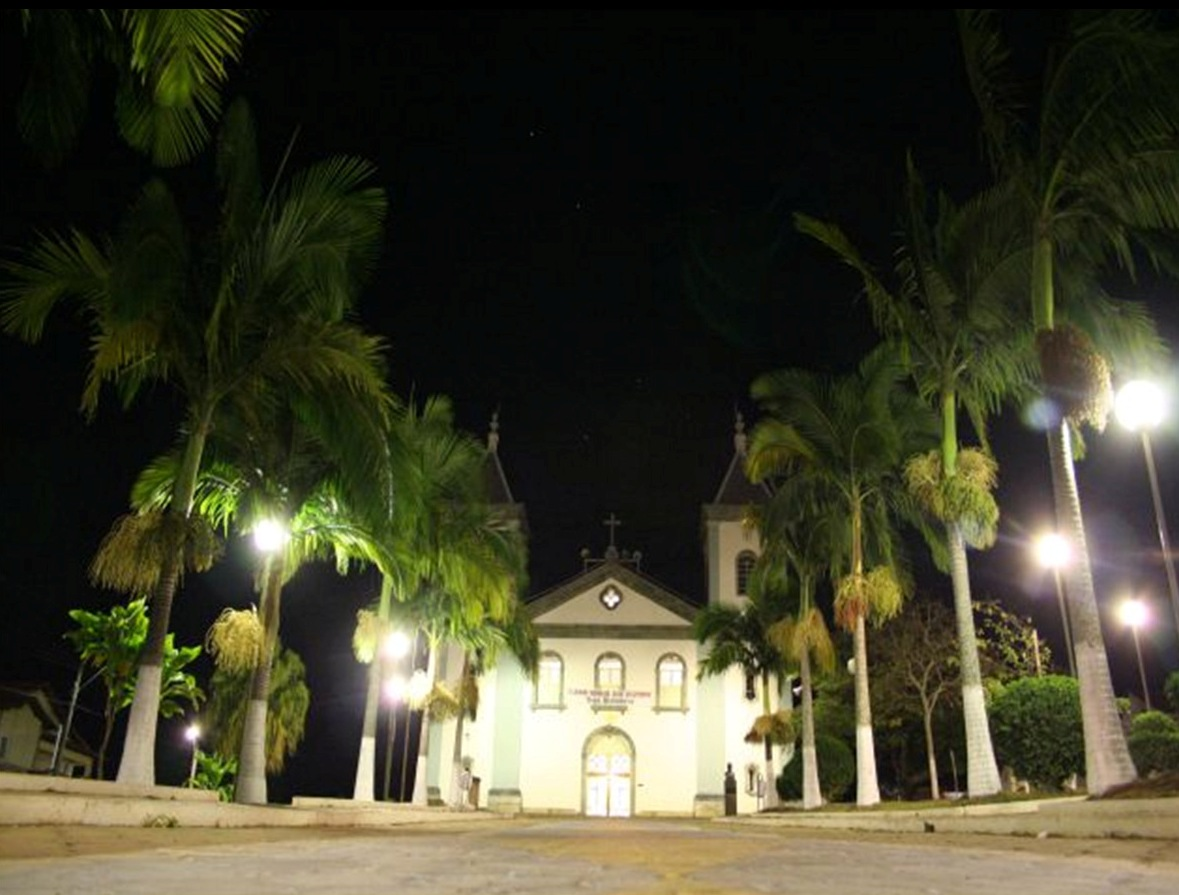
کلیسای Santo Antônio در لاگوآ دردا

لاگوآ دردا (انگلیسی: Lagoa Dourada) یک شهرداری برزیلی است که در ایالت میناس گرایس قرار دارد. این شهر متعلق به منطقه Campo das Vertentes و منطقه سائو جوی دل ری است.